# Marcoux (Alpes-de-Haute-Provence)
Pour les articles homonymes, voir Marcoux.
Marcoux /maʁ.ku/ est une commune française, située dans le département des Alpes-de-Haute-Provence en région Provence-Alpes-Côte d'Azur.
Le nom de ses habitants est Marcousiens.

## Géographie

### Localisation
Commune située à 7 km de Digne-les-Bains.

### Voies de communications et transports

#### Voies routières
Commune desservie par la D 900.

#### Transports en commun
- Transport en Provence-Alpes-Côte d'Azur

Commune desservie par le réseau des lignes régulières de transport des Alpes-de-Haute-Provence

### Hydrographie et les eaux souterraines
Cours d'eau sur la commune ou à son aval :
- rivière la Bléone,
- torrents le bouinenc, le bès,
- ruisseaux le mardaric, de l'escure,
- ravin de mouiroués.

Marcoux dispose de la station d'épuration intercommunale de Digne nouvelle, d'une capacité de 35 000 équivalent-habitants.

### Géologie et relief

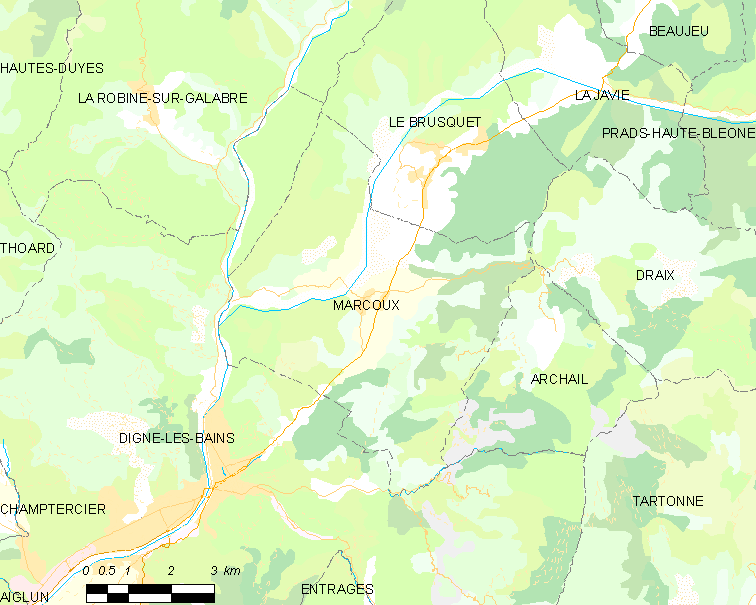
Marcoux et les communes voisines (Cliquez sur la carte pour accéder à une grande carte avec la légende).

Le village est situé à 730 m d’altitude. La commune est traversée par la Bléone.
La commune compte 1 035 ha de bois et forêts.
Elle comporte plusieurs entités distinctes : 
- le Liman (versant est) ;
- la vallée de la Bléone dont le plan de Marcoux. La vallée s'élargit sur deux kilomètres de large, ce qui contraste avec la vallée de la Bléone en aval ;
- la Grande Colle, relief situé entre la Bléone et le Mardaric, dont l'extrémité nord-est forme la colline Saint-Michel ;
- la vallée de l'Escure, site caractéristique pour ses terres noires, et où passe une partie du raid VTT des Terres-Noires ;
- la vallée du Bouinenc (empruntée par la route menant à Draix et Archail) et de la Cougourde.

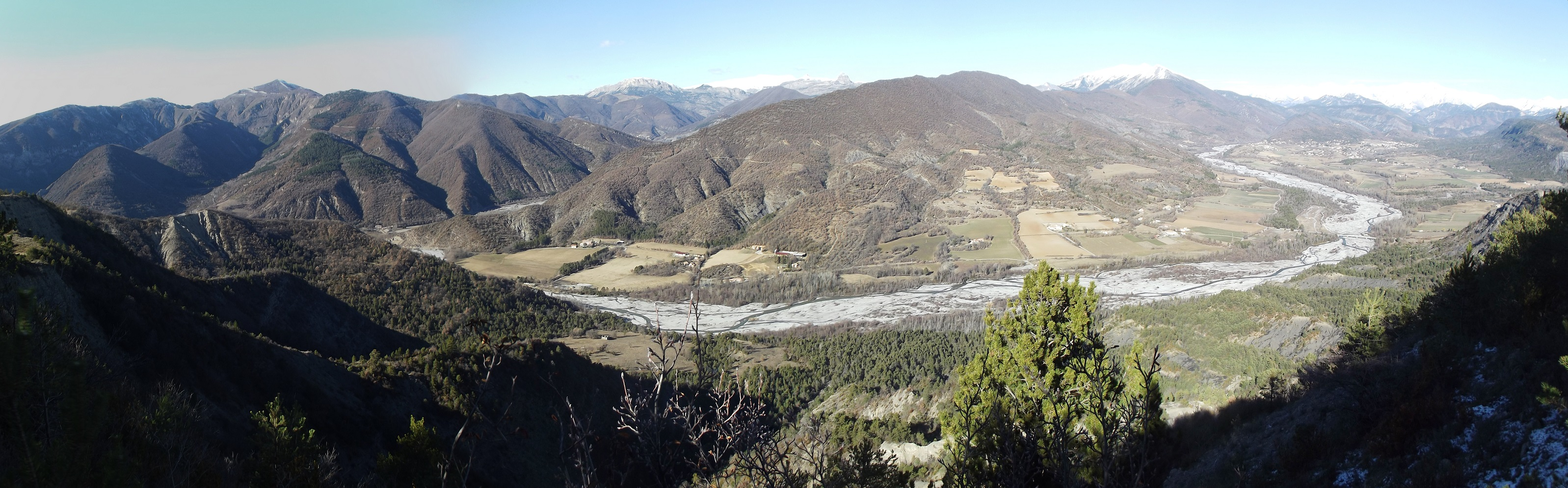
Vue de la vallée de la Bléone et de la commune de Marcoux.
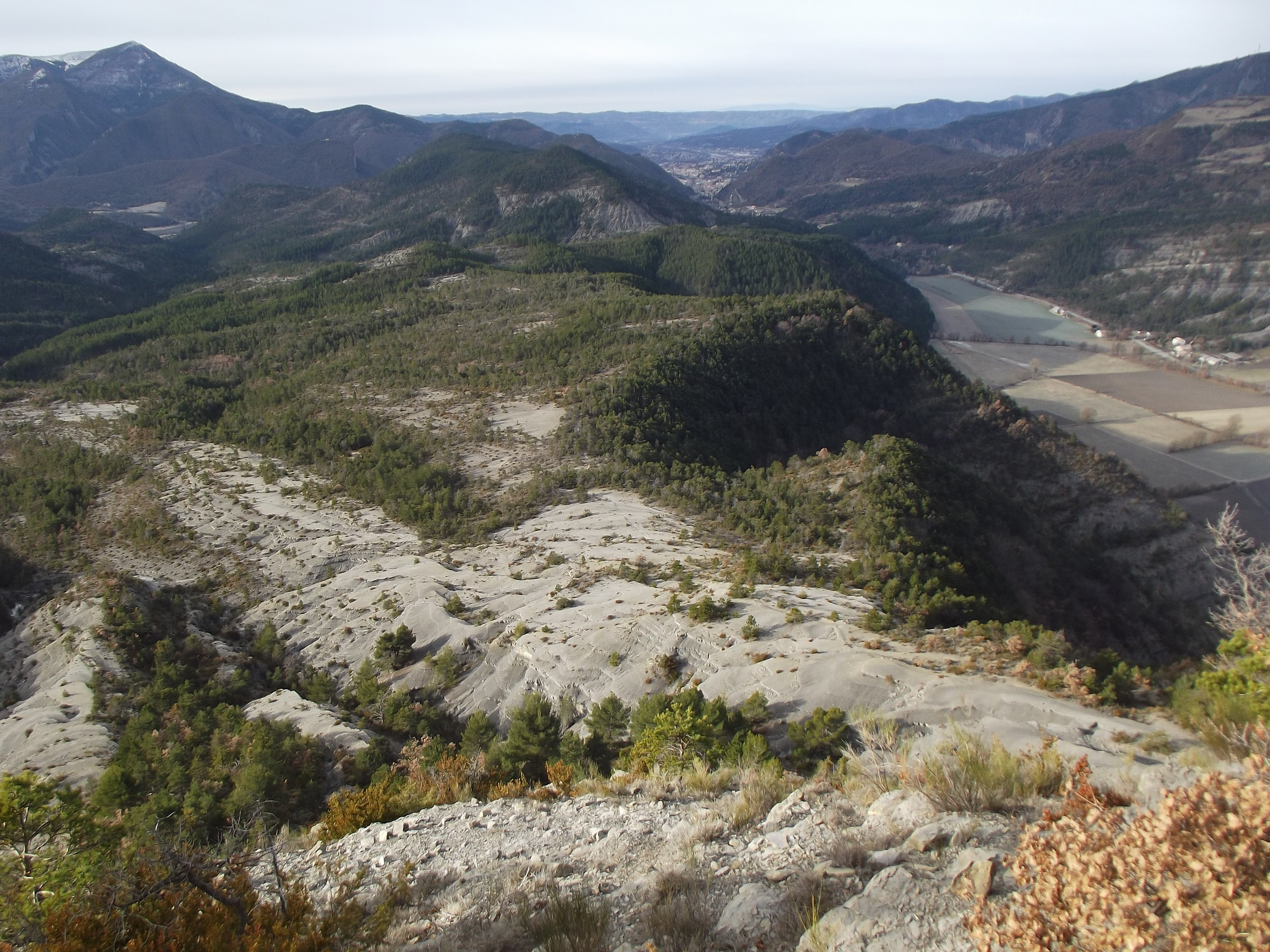
Paysage de terres noires à l'adret de l'Escure.

### Risques naturels et technologiques
Aucune des 200 communes du département n'est en zone de risque sismique nul. Le canton de Digne-les-Bains-Est auquel appartient Marcoux est en zone 1b (sismicité faible) selon la classification déterministe de 1991, basée sur les séismes historiques, et en zone 4 (risque moyen) selon la classification probabiliste EC8 de 2011. La commune de Marcoux est également exposée à trois autres risques naturels :
- feu de forêt ;
- inondation (dans la vallée de la Bléone) ;
- mouvement de terrain.

La commune de Marcoux est de plus exposée à un risque d’origine technologique, celui de transport de matières dangereuses par route. La départementale RD900 (ancienne route nationale 100) peut être empruntée par les transports routiers de marchandises dangereuses.
Aucun plan de prévention des risques naturels prévisibles (PPR) n’existe pour la commune  et le Dicrim n’existe pas non plus.
La commune a ressenti quelques tremblements de terre. Un seul l’a été fortement, en atteignant une intensité macro-sismique ressentie de V sur l’échelle MSK (dormeurs réveillés, chutes d’objets), celui du 8 février 1974, dont l’épicentre était situé à Thorame,.

### Climat
Pour des articles plus généraux, voir Climat de Provence-Alpes-Côte d'Azur et Climat des Alpes-de-Haute-Provence.
En 2010, le climat de la commune est de type climat méditerranéen altéré, selon une étude du Centre national de la recherche scientifique s'appuyant sur une série de données couvrant la période 1971-2000. En 2020, Météo-France publie une typologie des climats de la France métropolitaine dans laquelle la commune est exposée à un climat de montagne ou de marges de montagne et est dans la région climatique Alpes du sud, caractérisée par une pluviométrie annuelle de 850 à 1 000 mm, minimale en été.
Pour la période 1971-2000, la température annuelle moyenne est de 10,7 °C, avec une amplitude thermique annuelle de 17,3 °C. Le cumul annuel moyen de précipitations est de 830 mm, avec 6,7 jours de précipitations en janvier et 5 jours en juillet. Pour la période 1991-2020, la température moyenne annuelle observée sur la station météorologique de Météo-France la plus proche, « Digne les Bains », sur la commune de Digne-les-Bains à 5 km à vol d'oiseau, est de 12,2 °C et le cumul annuel moyen de précipitations est de 681,2 mm. 
La température maximale relevée sur cette station est de 42,1 °C, atteinte le 28 juin 2019 ; la température minimale est de −17,8 °C, atteinte le 4 février 2012,,.
Les paramètres climatiques de la commune ont été estimés pour le milieu du siècle (2041-2070) selon différents scénarios d'émission de gaz à effet de serre à partir des nouvelles projections climatiques de référence DRIAS-2020. Ils sont consultables sur un site dédié publié par Météo-France en novembre 2022.

## Urbanisme

### Typologie
Au 1er janvier 2024, Marcoux est catégorisée commune rurale à habitat dispersé, selon la nouvelle grille communale de densité à 7 niveaux définie par l'Insee en 2022.
Elle est située hors unité urbaine. Par ailleurs la commune fait partie de l'aire d'attraction de Digne-les-Bains, dont elle est une commune de la couronne,. Cette aire, qui regroupe 34 communes, est catégorisée dans les aires de moins de 50 000 habitants,.

### Occupation des sols
L'occupation des sols de la commune, telle qu'elle ressort de la base de données européenne d’occupation biophysique des sols Corine Land Cover (CLC), est marquée par l'importance des forêts et milieux semi-naturels (81,1 % en 2018), en diminution par rapport à 1990 (82,3 %). La répartition détaillée en 2018 est la suivante : 
milieux à végétation arbustive et/ou herbacée (35,9 %), forêts (26,2 %), espaces ouverts, sans ou avec peu de végétation (19 %), terres arables (11 %), zones agricoles hétérogènes (7 %), zones urbanisées (0,9 %).
L'évolution de l’occupation des sols de la commune et de ses infrastructures peut être observée sur les différentes représentations cartographiques du territoire : la carte de Cassini (XVIIIe siècle), la carte d'état-major (1820-1866) et les cartes ou photos aériennes de l'IGN pour la période actuelle (1950 à aujourd'hui).

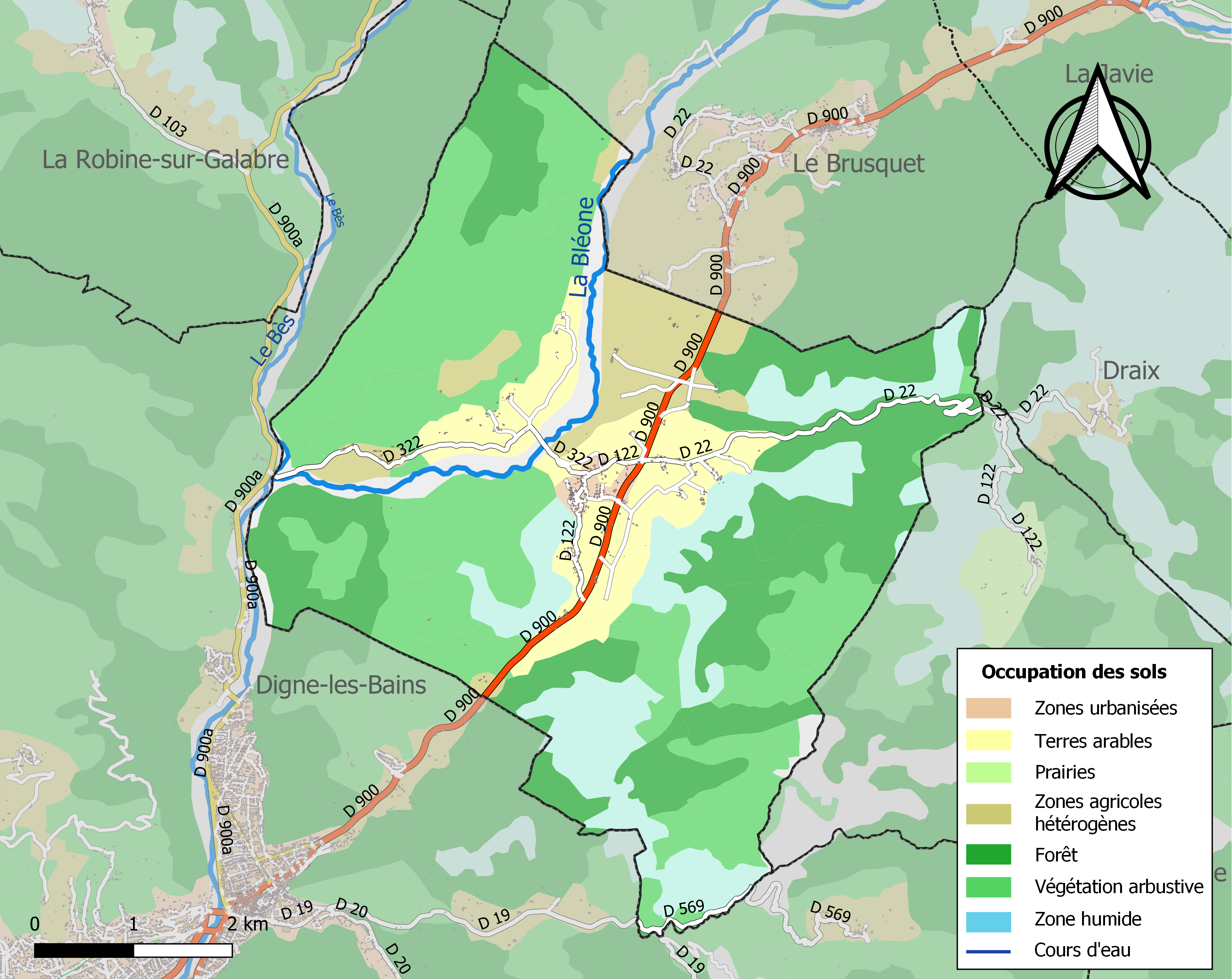
Carte de l'occupation des sols de la commune en 2018 (CLC).

## Toponymie
Le nom de la localité apparaît pour la première fois dans les textes en 1113 (de Marculfo), et provient d’un nom propre d’origine germanique, Marcolfus.

## Histoire
Dans l’Antiquité, les Bodiontiques (Bodiontici) peuplaient la vallée de la Bléone, et étaient donc le peuple gaulois qui vivait dans l’actuelle commune de Marcoux. Les Bodiontiques, qui sont vaincus par Auguste en même temps que les autres peuples présents sur le Trophée des Alpes (avant 14 av. J.-C.), sont rattachés à la province des Alpes-Maritimes lors de sa création.
Environ un siècle après l’abandon de l’organisation administrative de l’Empire romain, le territoire de Marcoux est signalé, dès 814, dans le polyptyque de Wadalde : deux colonges s’y trouvent. Les moines de l’abbaye Saint-Victor de Marseille perdent ensuite leurs biens dans la commune. L’abbaye Saint-Honorat de Lérins y a aussi possédé un prieuré.
En 1122, Guillaume Marcoux était seigneur de Marcoux.
Le village et le château fort appartenaient aux évêques de Digne, jusqu’à la Révolution. Les églises relevaient du chapitre de Digne, qui cède l’église paroissiale et les revenus attachés à l’évêque en 1476 (contre celle de Courbons). La communauté relevait de la baillie de Digne.
Le château est vendu en 1525 par les évêques qui participent ainsi au paiement de la rançon de François Ier, fait prisonnier à la bataille de Pavie en 1525.
Saint-Martin constituait un fief distinct au Moyen Âge.
Durant la Révolution, la commune compte une société patriotique, créée après la fin de 1792. La chapelle Saint-Martin est vendue comme bien national, et a disparu depuis.
Comme de nombreuses communes du département, Marcoux se dote d’écoles bien avant les lois Jules Ferry : en 1863, elle en possède deux, qui dispensent une instruction primaire aux garçons, la première étant située au chef-lieu et la seconde au hameau des Granges. Aucune instruction n’est donnée aux filles : ni la loi Falloux (1851), qui impose l’ouverture d’une école de filles aux communes de plus de 800 habitants, ni la première loi Duruy (1867), qui abaisse ce seuil à 500 habitants, ne concernent Marcoux. Si la commune profite des subventions de la deuxième loi Duruy (1877) pour construire une école neuve aux Granges (achevée en 1883) et rénover celle du chef-lieu,, ce n’est qu’avec les lois Ferry que les filles de Marcoux sont régulièrement scolarisées.
Jusqu’au milieu du XXe siècle, la vigne était cultivée dans la commune, uniquement pour l’autoconsommation. Cette culture, qui s'était maintenue dans l'entre-deux-guerres mondiales malgré la crise phylloxérique, a depuis été abandonnée.
En 1945, l’école des Granges est fermée, à cause de la désertification. Puis on la rouvre en 1950-1951, et en 1953. En 1954, elle s’installe dans un bâtiment neuf. Elle est finalement fermée au milieu des années 1960.

## Héraldique
| Blason de Marcoux | D’azur à un château d’or sur une rivière d’argent,. |

## Économie

### Aperçu général
En 2009, la population active s’élevait à 247 personnes, dont 14 chômeurs (20 fin 2011). Ces travailleurs sont majoritairement salariés (80 %) et travaillent majoritairement hors de la commune (84 %).

### Agriculture
Fin 2010, le secteur primaire (agriculture, sylviculture, pêche) comptait 16 établissements actifs au sens de l’Insee (exploitants non-professionnels inclus) et aucun emploi salarié.
Le nombre d’exploitations professionnelles, selon l’enquête Agreste du ministère de l’Agriculture, est de 14 en 2010. Il était de 12 en 2000, de 24 en 1988. Actuellement, ces exploitants sont essentiellement tournés vers les grandes cultures. Quatre exploitations pratiquent la polyculture. De 1988 à 2000, la surface agricole utile (SAU) avait un peu augmenté, de 909 à 1 047 ha, avant de fortement régresser lors de la dernière décennie, reculant à 601 ha.

### Industrie
Fin 2010, le secteur secondaire (industrie et construction) comptait 10 établissements, n’employant aucun salarié.

### Activités de service
Fin 2010, le secteur tertiaire (commerces, services) comptait 14 établissements (avec onze emplois salariés), auxquels s’ajoutent les cinq établissements du secteur administratif (regroupé avec le secteur sanitaire et social et l’enseignement), salariant deux personnes.
D'après l’Observatoire départemental du tourisme, la fonction touristique est secondaire pour la commune, avec moins d’un touriste accueilli par habitant, l’essentiel de la capacité d'hébergement étant non-marchande. Les structures d’hébergement à finalité touristique sont peu nombreux à Marcoux, et se limitent à des meublés labellisés et non-labellisés. Les résidences secondaires apportent un complément appréciable à la capacité d’accueil : au nombre de 53, elles représentent logement sur cinq,.
Restaurant Bistrot de pays Le Cheval blanc,.

## Politique et administration

### Municipalité
| Période                                  | Période  | Identité               | Étiquette | Qualité                               |
| ---------------------------------------- | -------- | ---------------------- | --------- | ------------------------------------- |
| avant 1925                               | ?        | Hyacinthe-Frédéric Gay |           | Instituteur puis secrétaire de mairie |
| mai 1945                                 | 1947     | Louis Tron             |           |                                       |
| 1947                                     | 1965     | Albert Chabot          | UNR       |                                       |
| 1984                                     | 1989     | Gaston Guieu           | SE        | professeur de lettre à la retraite    |
| 1994                                     | 2014     | André Picard           |           |                                       |
| avril 2014                               | mai 2020 | Patrick Reinaudo       |           | Retraité agricole                     |
| mai 2020                                 | en cours | Christian Boyer        |           | Ancien Cadre                          |
| Les données manquantes sont à compléter. |          |                        |           |                                       |

### Budget et fiscalité 2017
En 2017, le budget de la commune était constitué ainsi :
- total des produits de fonctionnement : 253 000 €, soit 479 € par habitant ;
- total des charges de fonctionnement : 256 000 €, soit 485 € par habitant ;
- total des ressources d'investissement : 311 000 €, soit 591 € par habitant ;
- total des emplois d'investissement : 217 000 €, soit 412 € par habitant ;
- endettement : 207 000 €, soit 392 € par habitant.

Avec les taux de fiscalité suivants :
- taxe d'habitation : 7,21 % ;
- taxe foncière sur les propriétés bâties : 12,36 % ;
- taxe foncière sur les propriétés non bâties : 38,11 % ;
- taxe additionnelle à la taxe foncière sur les propriétés non bâties : 0,00 % ;
- cotisation foncière des entreprises : 0,00 %.

Chiffres clés Revenus et pauvreté des ménages en 2015 : médiane en 2015 du revenu disponible, par unité de consommation : 21 795 €.

### Intercommunalité
Marcoux fait partie :
- de 2002 à 2013, de la communauté de communes des Trois Vallées ;
- de 2013 à 2017, de la communauté de communes Asse Bléone Verdon ;
- depuis le 1er janvier 2017, de la communauté d'agglomération Provence-Alpes.

## Population et société

### Démographie

#### Évolution démographique
L'évolution du nombre d'habitants est connue à travers les recensements de la population effectués dans la commune depuis 1765. Pour les communes de moins de 10 000 habitants, une enquête de recensement portant sur toute la population est réalisée tous les cinq ans, les populations de référence des années intermédiaires étant quant à elles estimées par interpolation ou extrapolation. Pour la commune, le premier recensement exhaustif entrant dans le cadre du nouveau dispositif a été réalisé en 2007.

En 2022, la commune comptait 460 habitants, en évolution de −4,56 % par rapport à 2016 (Alpes-de-Haute-Provence : +2,84 %, France hors Mayotte : +2,11 %).
| 1765 | 1793 | 1800 | 1806 | 1821 | 1831 | 1836 | 1841 | 1846 |
| ---- | ---- | ---- | ---- | ---- | ---- | ---- | ---- | ---- |
| 369  | 309  | 257  | 301  | 300  | 319  | 360  | 363  | 385  |

| 1851 | 1856 | 1861 | 1866 | 1872 | 1876 | 1881 | 1886 | 1891 |
| ---- | ---- | ---- | ---- | ---- | ---- | ---- | ---- | ---- |
| 375  | 346  | 287  | 280  | 300  | 317  | 306  | 288  | 262  |

| 1896 | 1901 | 1906 | 1911 | 1921 | 1926 | 1931 | 1936 | 1946 |
| ---- | ---- | ---- | ---- | ---- | ---- | ---- | ---- | ---- |
| 304  | 270  | 271  | 288  | 262  | 214  | 199  | 184  | 178  |

| 1954 | 1962 | 1968 | 1975 | 1982 | 1990 | 1999 | 2006 | 2007 |
| ---- | ---- | ---- | ---- | ---- | ---- | ---- | ---- | ---- |
| 189  | 180  | 166  | 305  | 390  | 414  | 402  | 468  | 478  |

| 2012 | 2017 | 2022 | - | - | - | - | - | - |
| ---- | ---- | ---- | - | - | - | - | - | - |
| 516  | 464  | 460  | - | - | - | - | - | - |

| 1315    | 1471    |
| ------- | ------- |
| 78 feux | 28 feux |

L’histoire démographique de Marcoux, après la saignée des XIVe et XVe siècles et le long mouvement de croissance jusqu’au début du XIXe siècle, est marquée par une période d’« étale » où la population reste relativement stable à un niveau élevé. Cette période dure de 1836 à 1856. L’exode rural provoque ensuite un mouvement de recul démographique de longue durée. En 1936, la commune a perdu plus de la moitié de sa population par rapport au maximum historique de 1841. Le mouvement de baisse se poursuit jusqu’aux années 1960. Marcoux connait ensuite une croissance rapide, triplant sa population en trente ans.

### Enseignement
Établissements d'enseignements :
- Écoles maternelles et primaires à La Javie, Digne-les-Bains,
- Collèges à Digne-les-Bains,
- Lycées à Digne-les-Bains.

### Santé
Professionnels et établissements de santé :
- Médecins à Le Brusquet, Digne-Les-Bains,
- Pharmacies à Digne-Les-Bains,
- Centre hospitalier de Digne-les-Bains.

### Cultes
- Culte catholique, Paroisse Marcoux - Digne - Riez - Sisteron[71], Diocèse de Digne.

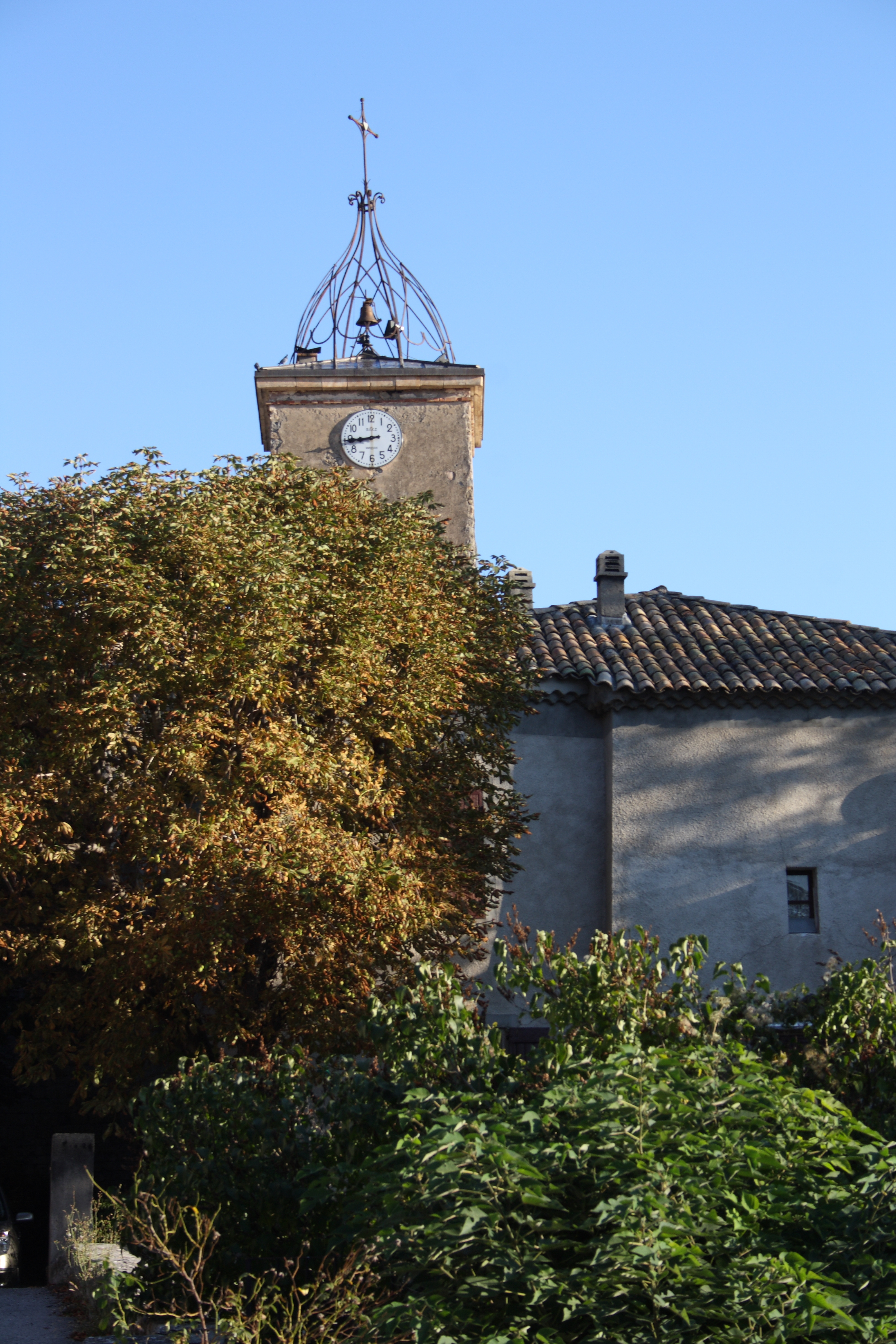
Campanile de l’église Saint-Étienne.

## Lieux et monuments
Le château, résidence d’été des évêques de Digne, est partiellement en ruines. Un papier peint de l’époque de Louis XIII y a été retrouvé. Une corniche de gypseries ornée d’entrelacs décore la grande salle.
L’église Saint-Étienne (fin du XIIe/début du XIIIe siècle) est inscrite aux monuments historiques. Un des contreforts date de 1434, un autre est construit dans les années 1960, avec la grande campagne de consolidation et de restauration (pose de tirants, réfection de la charpente). La nef à trois travées, voûtée en berceau, est longue de 21,6 m et large de 5,9 m. Le campanile du XIXe siècle est posé sur le clocher construit en 1888-1889. Sa cloche date de 1699 (classée au titre objet). L’autel, en bois doré, date du XVIIe siècle (classé).
La chapelle de la Peyrière est peut-être l’ancien prieuré Saint-Marcellin (actuellement indiquée comme Sainte-Marthe).
Le monument aux morts. Conflits commémorés : Guerres 1914-1918 et 1939-1945.

## Personnalités liées à la commune
- saint Jacques Chastan (1803-1839), né à Marcoux, martyr de l’Église catholique en Corée.